# Triangle
|  | Aquest article tracta sobre la figura geomètrica. Vegeu-ne altres significats a «Triangle (desambiguació)». |

Un triangle és un polígon de tres costats. En geometria euclidiana tres punts diferents no alineats defineixen sempre un únic pla i un únic triangle. La branca de les matemàtiques que tracta les relacions internes dels triangles és la trigonometria.

## Història

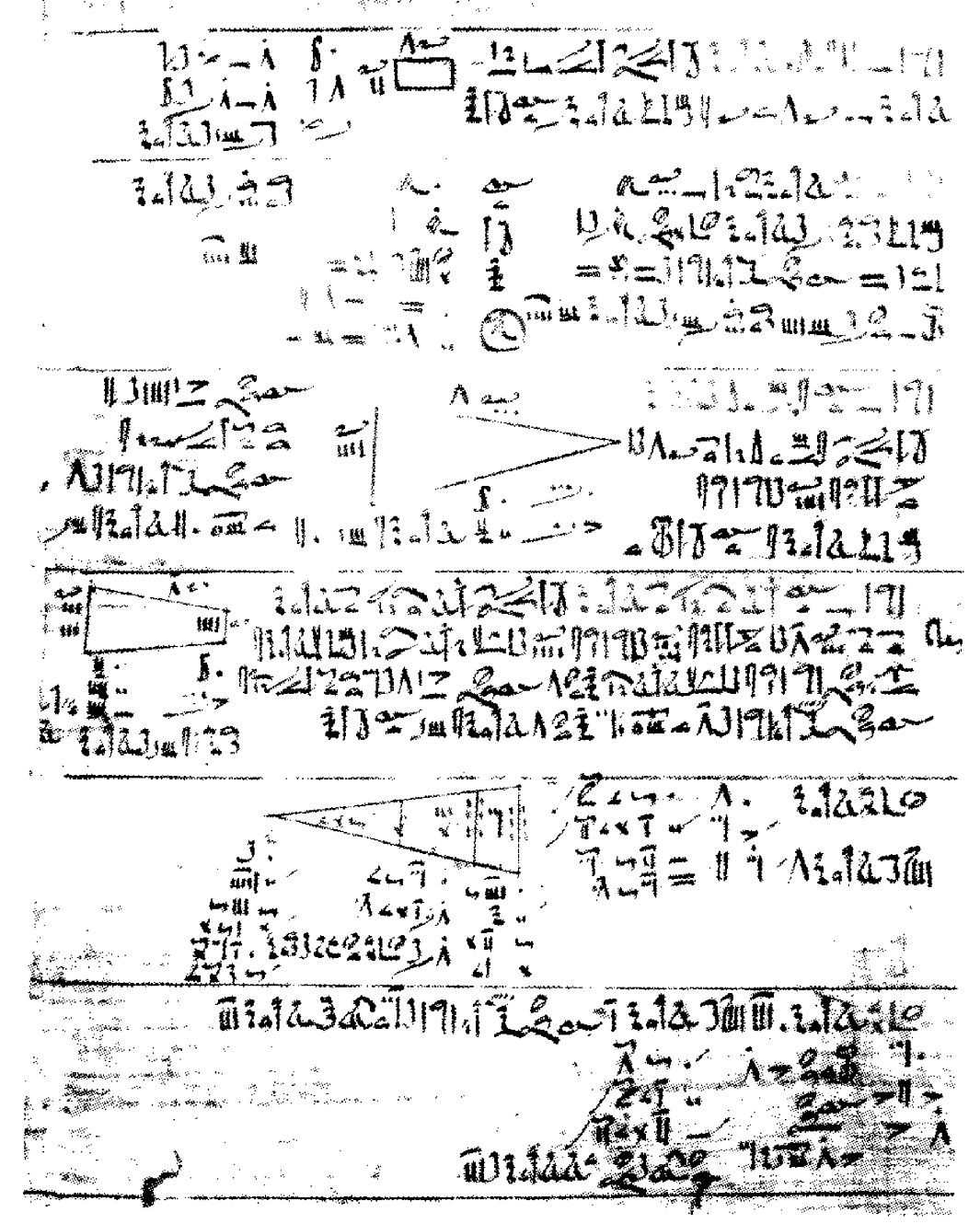
Problemes R49→R55 del papir de Rhind

No s'ha conservat cap document matemàtic del Regne Antic d'Egipte. Però l'arquitectura monumental de les dinasties III i IV constitueix una prova destacable que els egipcis d'aquesta època tenien coneixements relativament elaborats en geometria, i en particular en l'estudi dels triangles.

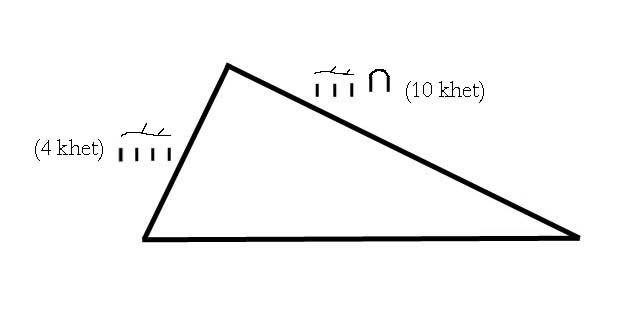
figura del triangle representat en el problema R51 del papir de Rhind

El càlcul de l'àrea del triangle s'estudia en els problemes R51 del papir de Rhind, M4, M7 i M17 del papir de Moscou que daten tots dos del Regne Mitjà. En la història mundial de les matemàtiques, el problema R51 constitueix el primer testimoni escrit que tracta del càlcul de l'àrea d'un triangle.
Enunciat del problema R51 del papir de Rhind
| « | Exemple de càlcul d'un triangle de terra. Si algú us diu: Un triangle de 10 khet sobre el seu mryt i de 4 khet sobre la seva base. Quina és la seva superfície? Calculau la meitat de 4, que són 2, per fer-ne un rectangle. Llavors feu la multiplicació de 10 per 2. Aquesta n'és la superfície. | » |

El terme mryt significa probablement alçada, o costat. Però la fórmula utilitzada per al càlcul de l'àrea fa inclinar la interpretació a favor de la primera solució. L'escriba prenia la meitat de la base del triangle i calculava l'àrea del rectangle format per aquest costat i l'alçada, sigui 
Equival a la fórmula general que es fa servir actualment : 
El fet que un triangle de costats 3-4-5 és rectangle també era conegut dels antics Egipcis i Mesopotàmics.
Euclides, al llibre I dels seus Elements, cap a 300 aC, enuncia la propietat de la suma dels angles del triangle i els tres casos d'igualtat dels triangles.

## Tipus de triangles

### Classificació segons els costats
Els triangles es poden classificar segons la longitud dels seus costats:
- Triangle equilàter és aquell en què tots tres costats tenen la mateixa llargada. Un triangle equilàter també és equiangular, és a dir, tots els seus angles interns són iguals (60 graus).
- Triangle isòsceles és aquell en què dos dels costats són iguals. Un triangle isòsceles també té dos angles interns iguals.
- Triangle escalè és el que té tots els costats de diferent longitud. Els angles interns d'un triangle escalè són tots diferents.

Triangle equilàter
Triangle isòsceles
Triangle escalè

### Classificació segons els angles
Els triangles també es poden classificar segons els seus angles:
- Triangle rectangle té un angle intern de 90 graus (angle recte). El costat oposat a l'angle recte és la hipotenusa, que és el costat més llarg del triangle rectangle. Els altres dos costats es diuen catets.
- Triangle obtusangle té un angle intern de més de 90 graus (angle obtús).
- Triangle acutangle té els tres angles interns de menys de 90 graus (angles aguts).

Triangle rectangle
Triangle obtusangle
Triangle acutangle

## Punts, línies i cercles associats a un triangle

### Mitjanes i centre de gravetat

Medianes i baricentre d'un triangle

Es diu mitjana d'un triangle cadascuna de les tres rectes que passen per un vèrtex del triangle i pel punt mitjà del costat oposat a aquest vèrtex.
Cadascuna de les tres medianes divideix el triangle en dos triangles d'àrees iguals.
Les tres medianes d'un triangle són concurrents. El seu punt d'intersecció {\displaystyle G\,} s'anomena centre de gravetat o baricentre del triangle. Si el triangle fos una placa sòlida homogènia, podria sostenir-se en equilibri sobre una punta posant-la exactament per aquest punt {\displaystyle G}.
El centre de gravetat del triangle també és el centre de gravetat dels vèrtexs.
La distància entre el baricentre i un vèrtex és 2/3 de la distància entre el vèrtex i el punt mitjà del costat oposat.

### Mediatrius i circumferència circumscrita

Mediatrius, circumferència circumscrita i circumcentre d'un triangle.

S'anomena mediatriu d'un triangle cada una de les mediatrius dels costats.
Com que la mediatriu d'un segment és el lloc geomètric dels punts equidistants dels extrems del segment, el punt on es tallen dues de les mediatrius del triangle és equidistant dels tres vèrtexs, per tant és el centre de la circumferència que passa per tots tres i pertany a la tercera mediatriu.
Es pot afirmar que:
- Un triangle és obtusangle si i només si el seu circumcentre és exterior al triangle
- Un triangle és acutangle si i només si el seu circumcentre és interior al triangle
- Un triangle és rectangle si i només si el seu circumcentre és en un costat del triangle.

### Bisectrius i circumferència inscrita

Un triangle (negre) amb la circumferència inscrita, l'incentre i les bisectrius internes.

Les bisectrius d'un triangle són les tres bisectrius interiors dels seus angles.
La circumferència inscrita és la circumferència que és tangent als tres costats del triangle i el seu centre és l'incentre del triangle.
La bisectriu d'un angle té la propietat de ser el lloc geomètric del centre de les circumferències que són tangents simultàniament als dos costats adjacents de l'angle, per tant el punt on es troben dues de les bisectrius és el centre de la circumferència que és tangent als tres costats del triangle, i per això la tercera bisectriu també ha de passar per aquest punt.

### Altures i ortocentre

Altures i ortocentre d'un triangle

Les altures d'un triangle són cadascuna de les tres rectes que passen per un dels seus vertex i són perpendiculars al costat oposat.
L'ortocentre d'un triangle és el punt on es troben les tres altures.
Propietats :
- Un triangle és rectangle si el seu ortocentre és un dels seus vèrtexs
- Un triangle és obtusangle si i només si el seu ortocentre és exterior al triangle
- Un triangle és acutangle si i només si el seu ortocentre és interior al triangle
- Cada vèrtex del triangle és l'ortocentre del triangle format pels altres dos vèrtexs i l'ortocentre del triangle original.

### Recta i cercle d'Euler

Circumferència dels nou punts.

Recta d'Euler.

L'ortocentre, el circumcentre i el baricentre d'un triangle són col·lineals (en el cas particular del triangle equilàter, tots tres coincideixen en el mateix punt, per tant hi ha infinites rectes que els contenen a tots tres). La recta que els conté es diu recta d'Euler en honor del matemàtic suís Leonhard Euler el qual va descobrir aquest fet a mitjan segle xviii.
La circumferència dels nou punts, anomenada també circumferència d'Euler és una circumferència associada a cada triangle que passa per nou punts notables. Aquests punts són:
- El punt mitjà de cada costat del triangle.
- Els peus de les alçades
- Els punts mitjans dels segments determinats per l'ortocentre i els vèrtexs del triangle.

## Superfície
- La superfície d'un triangle s'obté multiplicant la base per l'alçada (on l'alçada és un segment perpendicular que parteix de la base fins al vèrtex oposat) i dividint entre dos.

A = (b⋅h)/2.

Demostració gràfica de la fórmula de la superfície d'un triangle per mitjà d'obtenir un paral·lelogram d'àrea doble

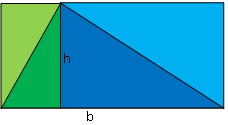
Demostració gràfica de la fórmula de la superfície d'un triangle descomponent-lo en dos triangles rectangles.

Tot i que és senzilla, aquesta fórmula només és útil si es coneix l'altura. Per exemple per a mesurar l'àrea d'un camp triangular és fàcil mesurar la longitud de cada costat, però per a poder aplicar aquesta fórmula, cal trobar l'altura i això no és fàcil a la pràctica perquè s'ha de traçar una perpendicular a un costat que passi per un vèrtex i la distància entre el vèrtex i el costat pot ser gran. Hi ha fórmules que permeten trobar l'àrea del triangle sense saber l'altura. Tot seguit es presenten les que es fan servir més sovint

### Fent servir vectors

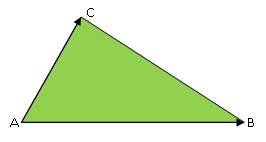
L'àrea d'un triangle calculada fent servir vectors.

L'àrea d'un paral·lelogram definit per dos vectors {\displaystyle {\overrightarrow {u}}}, {\displaystyle {\overrightarrow {v}}} és la norma del seu producte vectorial :
Per tant, es pot calcular l'àrea d'un triangle a partir d'aquesta fórmula:
Aplicant la identitat de Lagrange:
{\displaystyle \left\|{\overrightarrow {AB}}\wedge {\overrightarrow {AC}}\right\|^{2}+\left\|{\overrightarrow {AB}}\cdot {\overrightarrow {AC}}\right\|^{2}=\left\|{\overrightarrow {AB}}\right\|^{2}\centerdot \left\|{\overrightarrow {AC}}\right\|^{2}}
Resulta que l'àrea del triangle també es pot expressar en funció del producte escalar dels vectors:

Aplicant trigonometria per a calcular l'altura h.

{\displaystyle A={\frac {1}{2}}{\sqrt {\left\|{\overrightarrow {AB}}\right\|^{2}\centerdot \left\|{\overrightarrow {AC}}\right\|^{2}-\left\|{\overrightarrow {AB}}\cdot {\overrightarrow {AC}}\right\|^{2}}}}

### Aplicant trigonometria
L'alçada d'un triangle es pot calcular aplicant trigonometria. Fent servir la nomenclatura de la imatge de l'esquerra, l'altura és h = a sin γ. Substituit a la fórmula A = ½bh, l'àrea del triangle es pot expressar com:
{\displaystyle S={\frac {1}{2}}ab\sin \gamma ={\frac {1}{2}}bc\sin \alpha ={\frac {1}{2}}ca\sin \beta .}
A més, com que sin α = sin (π - α) = sin (β + γ), i de forma similar per als altres dos angles:
{\displaystyle A={\frac {1}{2}}ab\sin(\alpha +\beta )={\frac {1}{2}}bc\sin(\beta +\gamma )={\frac {1}{2}}ca\sin(\gamma +\alpha ).}

### Fent servir coordenades
Si el vèrtex A coincideix amb l'origen (0, 0) d'un sistema de coordenades cartesianes i les coordenades dels altres dos vèrtexs venen donades per B = (xB, yB) i C = (xC, yC), llavors, com que el determinant de dos vectors és l'àrea orientada del paral·lelogram definit pels dos vectors, l'àrea A del triangle es pot calcular com ½ del valor absolut del determinant
{\displaystyle A={\frac {1}{2}}\left|\det {\begin{pmatrix}x_{B}&x_{C}\\y_{B}&y_{C}\end{pmatrix}}\right|={\frac {1}{2}}|x_{B}y_{C}-x_{C}y_{B}|.}
Pel cas general en què cap dels tres vèrtexs coincideix amb l'origen, l'equació és:
{\displaystyle A={\frac {1}{2}}\left|\det {\begin{pmatrix}x_{A}&x_{B}&x_{C}\\y_{A}&y_{B}&y_{C}\\1&1&1\end{pmatrix}}\right|={\frac {1}{2}}{\big |}x_{A}y_{C}-x_{A}y_{B}+x_{B}y_{A}-x_{B}y_{C}+x_{C}y_{B}-x_{C}y_{A}{\big |}.}
En tres dimensions, l'àrea d'un triangle qualsevol {A = (xA, yA, zA), B = (xB, yB, zB) and C = (xC, yC, zC)} és la suma pitagòrica de les àrees de les respectives projeccions sobre els tres plans principals (és a dir x = 0, y = 0 i z = 0):
{\displaystyle S={\frac {1}{2}}{\sqrt {\left(\det {\begin{pmatrix}x_{A}&x_{B}&x_{C}\\y_{A}&y_{B}&y_{C}\\1&1&1\end{pmatrix}}\right)^{2}+\left(\det {\begin{pmatrix}y_{A}&y_{B}&y_{C}\\z_{A}&z_{B}&z_{C}\\1&1&1\end{pmatrix}}\right)^{2}+\left(\det {\begin{pmatrix}z_{A}&z_{B}&z_{C}\\x_{A}&x_{B}&x_{C}\\1&1&1\end{pmatrix}}\right)^{2}}}.}

### Fent servir la fórmula d'Heró
La forma d'un triangle queda completament determinada per les longituds dels costats. Per tant, l'àrea A també es pot calcular a partir només de les longituds dels costats. Hom ho aconsegueix fent servir la fórmula d'Heró:
{\displaystyle A={\sqrt {s(s-a)(s-b)(s-c)}}}
on s = ½ (a + b + c) és el semiperímetre, és a dir la meitat del perímetre del triangle.
Una forma equivalent d'escriure la fórmula d'Heró és
{\displaystyle S={\frac {1}{4}}{\sqrt {(a^{2}+b^{2}+c^{2})^{2}-2(a^{4}+b^{4}+c^{4})}}.}
Aquest mètode de càlcul de l'àrea del triangle és d'una gran utilitat pràctica quan hi ha elements físics que impedeixen de poder-ne mesurar l'altura i només tenim accés a mesurar la llargada dels costats del triangle.

## Propietats dels triangles

### Suma dels angles d'un triangle

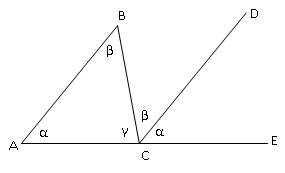
Per demostrar que la suma dels angles d'un triangle és igual a 180 °, es perllonga la base i es traça una paral·lela al costat AB.

En la Proposició 32 del Llibre I dels lements d'Euclides es demostra que la suma dels tres angles de qualsevol triangle és igual a dos rectes:
| « | Proposició 32. En qualsevol triangle, si un dels costats s'allarga, aleshores l'angle exterior és igual a la suma dels angles interiors i oposats, i la suma dels tres angles del triangle és de dos angles rectes. | » |

{\displaystyle \alpha +\beta +\gamma =180^{\circ }=\pi ~{\mbox{radiants}}\ }
Euclides ho demostra traçant un triangle com el de la figura de la dreta, llavors perllonga la base i traça una paral·lela al costat AB. Aplicant els resultats de les proposicions sobre angles de rectes que es tallen. L'angle BCD és igual a l'angle ABC (β) perquè les rectes AB i CD són paral·leles i la recta BC les talla formant aquests angles alterns. L'angle DCE és igual a l'angle BAC (α) perquè les rectes AB i CD són paral·leles i la recta AE les talla formant aquests angles interiors. Per tant, la suma d'ACB + BCD + DCE (que és igual a l'angle pla ACE, és a dir, dos angles rectes) també és igual a BAC + ABC + BCA (α + β + γ) que són els tres angles del triangle.

### Longituds dels costats i desigualtat triangular
En un triangle, la longitud d'un costat és inferior a la suma de les longituds dels altres dos costats. En altres paraules, en un triangle ABC, es verifiquen les tres desigualtats següents:
Aquesta propietat és característica dels triangles. Recíprocament. Donats tres nombres reals positius {\displaystyle a}, {\displaystyle b} i {\displaystyle c}, si es verifiquen les tres desigualtats : 
{\displaystyle a<b+c,\ b<a+c\ \ i\ \ c<a+b}
llavors, existeix un triangle en el qual els costats fan {\displaystyle a}, {\displaystyle b} i {\displaystyle c}.
Inversament, per a verificar que existeix un triangle en el qual les longituds dels costats són {\displaystyle a}, {\displaystyle b} i {\displaystyle c}, a la pràctica, n'hi ha prou amb verificar només una de les tres desigualtats, aquella en la qual el costat més llarg és a l'esquerra de la desigualtat (així, si {\displaystyle max(a,b,c)=a} , llavors l'única desigualtat a verificar és : {\displaystyle a<b+c} ).
En cas d'igualtat, la desigualtat triangular permet de caracteritzar tres punts alineats:
M és un punt del segment [AB] (i per tant està alineat amb els seus extrems) si i només si : AM + MB = AB.
Finalment, la suma de les longituds dels tres costat d'un triangle és el seu perímetre.

### Relacions mètriques en un triangle
Notacions :
p designa el semiperímetre del triangle : {\displaystyle p={\frac {1}{2}}(a+b+c)} ;
S designa la superfície del triangle ;
R designa el radi de la circumferència circumscrita ;
h designa l'altura relativa al costat BC de llargada a ;
r designa el radi de la circumferència inscrita ;
- {\displaystyle S={\frac {ah}{2}}=pr={\frac {abc}{4R}}} ;

La primera fórmula pel càlcul de la superfície és la que s'ha demostrat en la secció superfície d'aquest mateix article.
La segona resulta de la fórmula del radi de la circumferència inscrita que s'explica a l'article incentre: {\displaystyle r={\frac {2S}{a+b+c}}} tenint en compte que aquí p representa el semi perímetre, és a dir 
{\displaystyle p={\frac {a+b+c}{2}}}.
La tercera fórmula resulta de la demostració del teorema del sinus on s'obté el resultat previ de: {\displaystyle 2R={\frac {abc}{2S}}} d'on es dedueix la fórmula que es presenta aquí.
- {\displaystyle S={\frac {1}{2}}bc\,\sin {\hat {A}}={\sqrt {p(p-a)(p-b)(p-c)}}} (Fórmula d'Heró) ;

Aquesta fórmula permet calcular la superfície directament a partir de les longituds dels costats sense haver de mesurar l'altura ni cap angle.
- {\displaystyle a^{2}=b^{2}+c^{2}-2bc\cos {\hat {A}}} (Teorema del cosinus, o Teorema de Pitàgores generalitzat) ;

El teorema del cosinus és útil per a calcular el tercer costat d'un triangle quan es coneixen dos costats i l'angle inclòs, i per a calcular els angles d'un triangle quan es coneixen els tres costats.
- {\displaystyle {\frac {a}{\sin {\hat {A}}}}={\frac {b}{\sin {\hat {B}}}}={\frac {c}{\sin {\hat {C}}}}={\frac {abc}{2S}}=2R} (Teorema del sinus) ;

Aquest teorema és útil per a calcular els altres dos costats d'un triangle quant es coneixen dos angles i un costat, un problema habitual en la tècnica de triangulació. També es pot fer servir quant es coneixen dos costats i un dels angles que no és el compres entre els dos costats; en aquest cas, la fórmula pot donar dos valors possibles per a l'angle comprés. Quan això passa, sovint només un dels resultats farà que tots els angles siguin més petits de 180 °; en altres casos, hi ha dues solucions vàlides per al triangle (vegeu teorema del sinus per a més informació sobre el cas ambigu).
Les dues últimes fórmules més la fórmula {\displaystyle {\hat {A}}+{\hat {B}}+{\hat {C}}=\pi }, són la base dels mètodes de triangulació en geodèsia i en astronomia.

### Triangles semblants i isomètrics
Es diu que dos triangles són isomètrics quan els seus tres costats són respectivament iguals (iguals d'un a un). En aquest cas, existeix una isometria (per exemple una translació, una rotació o una simetria) que transforma un en l'altre. Perquè dos triangles siguin isomètrics n'hi ha prou que es verifiqui una qualsevol de les condicions següents (llavors totes les altres també es compliran):
- els tres costat són respectivament iguals dos a dos;
- dos costats tenen la mateixa longitud i un dels angles té la mateixa mesura;
- dos angles mesuren el mateix i el costat comú a tots dos angles té la mateixa longitud.

Es diu que dos triangles són semblants si els seus tres angles són respectivament iguals dos a dos. Llavors hi ha una relació de semblança (que és la composició d'una simetria i una homotècia) que transforma l'un en l'altre. En aquest cas les longituds dels seus costats són proporcionals.

## Aplicacions dels triangles

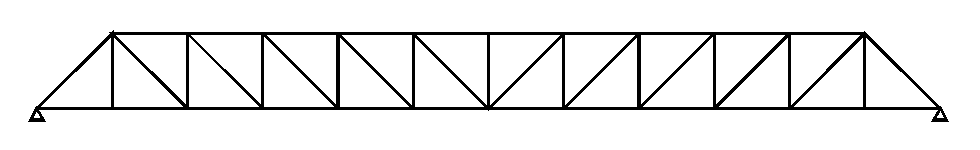
Gelosia de Pratt. Dissenyada perquè les barres inclinades, que són més llargues, treballin a tracció mentre que les verticals, que són més curtes i, per tant, no tenen tant risc de vinclament, treballin a compressió

El triangle és l'únic polígon que no permet deformar cap dels seus angles sense modificar al mateix temps la longitud d'algun dels seus costats. Aquesta propietat el fa especialment adequat per aplicacions en arquitectura.
Les gelosies són formes estructurals formades per la interconnexió de membres rectilinis o barres. En la majoria de gelosies les barres formen triangles, això assegura que estaran sotmeses a esforços de tracció o compressió, però no a flexió. En canvi les gelosies que no estan formades per triangles es poden deformar sense allargar ni comprimir les barres i per evitar aquesta deformació els nusos i les barres han de poder resistir esforços de flexió que normalment porten a haver de donar-los dimensions més grans per tal d'assegurar que les tensions no superen les màximes admissibles.

El tetràedre triakis és un sòlid de Catalan que està format per 12 triangles isòsceles iguals

## Políedres de cares triangulars
Nombrosos políedres tenen cares triangulars.
Hi ha tres sòlids platònics totes les cares dels quals són triangles equilàters: el tetràedre, l'octàedre i l'icosàedre.
Tots els sòlids de Johnson tenen alguna cara que és un triangle equilàter.
Hi ha 7 dels 13 sòlids de Catalan totes les cares dels quals són triangles. En 5 són triangles isòsceles: el tetràedre triakis, l'octàedre triakis, elCub tetrakis, l'icosàedre triakis, i el dodecàedre pentakis. Els altres dos són triangles escalens: l'octàedre hexaquis i l'icosàedre hexakis.

## Triangles no plans
Un triangle no pla és el que no està contingut en una superfície plana. Exemples de triangles no plans en geometries no euclidianes són els triangles esfèrics en geometria esfèrica i els triangles hiperbòlics en la geometria hiperbòlica.
Mentre que en tots els triangles regulars plans la suma dels seus angles és 180 °, en els triangles corbats hi ha casos en què la suma dels angles pot ser més gran o més petita de 180 °. Els angles d'un triangle en un espai de curvatura negativa sumaran menys de 180 °, mentre que els triangles en un espai amb curvatura positiva tindran angles que sumaran més de 180 °. Per tant, si es dibuixés un triangle prou gran en la superfície de la terra, es trobaria que la suma dels seus angles seria més de 180 °.

## Triangle de Sierpiński

Triangle de Sierpiński

El triangle de Sierpiński és un objecte fractal que es construeix a partir d'un triangle.
Per construir el triangle de Sierpiński se segueix l'algoritme següent:
1. A partir d'un triangle, s'uneixen els punts mitjans dels seus costats, dividint el triangle inicial en quatre triangles
2. S'elimina el triangle interior
3. En cada un dels tres triangles que queden es procedeix a fer el pas 1

El triangle de Sierpiński és el límit de fer el procediment anterior de manera infinita.

## Simbolisme del triangle

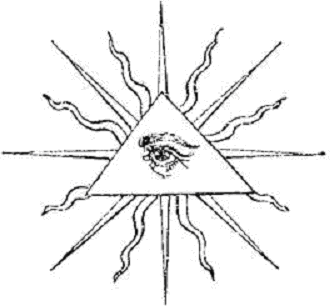
Representació cristiana de déu

Representa l'estabilitat i la simplicitat, perquè tota figura es pot descompondre en triangles i qualsevol cos pot sostenir-se sobre tres punts de suport ben situats. Per això es troba a la base de les construccions tradicionals (cabana, tipi...) i ha estat àmpliament adoptat pels arquitectes: és el perfil de les piràmides egípcies, però també el de les teulades, dels campanars, etc.
El triangle amb la base a sota simbolitza Déu (per la doctrina de la trinitat al cristianisme), en aquest cas a vegades amb un ull al mig, volent dir que Déu ho veu tot (símbol utilitzat igualment per la francmaçoneria). També era l'antic jeroglífic hitita per indicar "ciutat". Els senyals de trànsit indicant perill o atenció tenen aquesta forma, així com el símbol de la Protecció Civil.
Si està invertit, s'associa a la dona, per la forma del pubis. Durant el nazisme, els homosexuals havien de portar un triangle invertit de color rosa. És també la forma del senyal de trànsit de "cediu el pas". Un triangle invertit amb una Y al centre s'anomena ull de drac.
Com a punta de sageta sigfnifica la direcció. Quan la punta mira cap a la dreta, apareix com a representació gràfica de play (posar en marxa) aparells musicals i informàtics. Si està duplicat, indica avançament ràpid de pista o cançó.
Dos triangles superposats al revés, com en l'estrella de David, simbolitzen la noció d'harmonia i d'equilibri perfecte.
El tetraktys dels pitagòrics es representa en forma de triangle.